# Otočić Majsan
Otočić Majsan är en ö i Kroatien.   Den ligger i länet Dubrovnik-Neretvas län, i den sydöstra delen av landet, 300 km söder om huvudstaden Zagreb.